# Cyanoderma ambiguum
Cyanoderma ambiguum (тимелія-темнодзьоб солова) — вид горобцеподібних птахів родини тимелієвих (Timaliidae). Мешкає в Південній і Південно-Східній Азії. Раніше вважався конспецифічним з рудолобою тимелією-темнодзьобом.

## Підвиди
Виділяють п'ять підвидів:
- C. a. ambiguum (Harington, 1915) — східні Гімалаї, північно-західна М'янма і Східні Гати;
- C. a. planicola (Mayr, 1941) — від північно-східної М'янми (Качин) до північно-західного Юньнаню (долина річки Салуїн);
- C. a. adjunctum (Deignan, 1939) — північний і східний Таїланд і північний Індокитай;
- C. a. insuspectum (Deignan, 1939) — південний Лаос (плато Боловен).

## Поширення і екологія
Солові тимелії-темнодзьоби живуть у вологих тропічних лісах і в чагарникових заростях.